# Setanta Sports Cup 2009-2010
Navigation
Édition précédente Édition suivante
La Setanta Sports Cup 2009 est la 5e édition de la Setanta Sports Cup, un tournoi transfrontalier qui comprend des équipes de la Irlande et d'Irlande du Nord.
La compétition doit débuter le 28 août 2009 pour se terminer par la finale fixée au 15 mai 2010.
Le 22 juin 2009, le tirage au sort de la compétition a été reporté à cause des difficultés financières rencontrées par le sponsor et organisateur Setanta Sports. Le 19 juillet 2009, la fédération irlandaise (FAI) confirme que la compétition aurait bien lieu comme prévu initialement avec un tirage au sort des groupes organisé le 28 juillet dans les locaux de celle-ci à Abbotstown, Dublin,.

## Changements dans l’organisation
Pour la saison 2009, la Setanta Cup change son organisation pour être étendue à 9 participants répartis en 3 poules de 3 équipes. Les équipes participantes sont choisies parmi les quatre premières de chaque championnat, irlandais et nord-irlandais avec une place supplémentaire pour le vainqueur de l’édition 2008, Cork City FC. 
Les matchs doivent se disputer pendant les week-ends au lieu des milieux de semaine comme cela sa faisait auparavant.

## Participants
Neuf clubs participent à la Setanta Sports Cup 2009. Le tirage au sort définissant les 3 poules se fera parmi les équipes suivantes :
- Bohemian FC
- Cork City FC
- Cliftonville FC
- Coleraine FC
- Derry City FC
- Glentoran FC
- Linfield FC
- St. Patrick's Athletic FC
- Sligo Rovers FC

## Phase de groupes

### Groupe 1
| Rang | Équipe          | Pts | J | G | N | P | Bp | Bc | Diff |  | Résultats (▼ dom., ► ext.) | SLI | COR | CLI |
| ---- | --------------- | --- | - | - | - | - | -- | -- | ---- |  | -------------------------- | --- | --- | --- |
| 1    | Sligo Rovers    | 10  | 4 | 3 | 1 | 0 | 11 | 4  | +7   |  | Sligo Rovers               |     | 2-2 | 3-2 |
| 2    | Cork City FC    | 4   | 4 | 1 | 1 | 2 | 3  | 8  | -5   |  | Cork City FC               | 0-3 |     | 1-0 |
| 3    | Cliftonville FC | 3   | 4 | 1 | 0 | 3 | 5  | 7  | -2   |  | Cliftonville FC            | 2-3 | 3-0 |     |

À cause de la disparition du club de Cork City Football Club au terme de la saison 2009 du championnat d'Irlande, le club a été retiré de la compétition. Les scores des deux premiers matchs ont été conservés. Les deux derniers matchs ont été donnés gagnant sur le score de 3 à 0 à ses deux adversaires.

### Groupe 2
| Rang | Équipe       | Pts | J | G | N | P | Bp | Bc | Diff |  | Résultats (▼ dom., ► ext.) | BOH | GLE | COL |
| ---- | ------------ | --- | - | - | - | - | -- | -- | ---- |  | -------------------------- | --- | --- | --- |
| 1    | Bohemian FC  | 8   | 4 | 2 | 2 | 0 | 6  | 3  | +3   |  | Bohemian FC                |     | 1-1 | 0-0 |
| 2    | Glentoran FC | 5   | 4 | 1 | 2 | 1 | 5  | 5  | 0    |  | Glentoran FC               | 1-2 |     | 3-2 |
| 3    | Coleraine FC | 2   | 4 | 0 | 2 | 2 | 3  | 6  | -3   |  | Coleraine FC               | 1-3 | 0-0 |     |

### Groupe 3
| Rang | Équipe                    | Pts | J | G | N | P | Bp | Bc | Diff |  | Résultats (▼ dom., ► ext.) | LIN | STP | DER |
| ---- | ------------------------- | --- | - | - | - | - | -- | -- | ---- |  | -------------------------- | --- | --- | --- |
| 1    | Linfield FC               | 8   | 4 | 2 | 2 | 0 | 6  | 2  | +4   |  | Linfield FC                |     | 1-0 | 1-1 |
| 2    | St. Patrick's Athletic FC | 5   | 4 | 1 | 2 | 1 | 5  | 3  | +2   |  | St. Patrick's Athletic FC  | 1-1 |     | 3-0 |
| 3    | Derry City FC             | 2   | 4 | 0 | 2 | 2 | 2  | 8  | -6   |  | Derry City FC              | 0-3 | 1-1 |     |

À cause du retrait du club de Derry City Football Club du championnat d'Irlande, le club a été retiré de la compétition. Les scores des deux premiers matchs ont été conservés. Les deux derniers matchs ont été donnés gagnant sur le score de 3 à 0 à ses deux adversaires.

## Demi-finales
| Match | Équipe 1                  | Résultat | Équipe 2     | Aller | Retour |
| ----- | ------------------------- | -------- | ------------ | ----- | ------ |
| 1     | Bohemian FC               | 3-1      | Linfield FC  | 2-1   | 1-0    |
| 2     | St. Patrick's Athletic FC | 6-2      | Sligo Rovers | 4-1   | 2-1    |

## Finale
| 15 mai 2010 | St. Patrick's Athletic FC | 0-1     | Bohemian FC | Tallaght Stadium    |                     |
| 18:30       | |         | Anto Murphy 24e | Spectateurs : 3 896 | Spectateurs : 3 896 |
| 18:30       | Rogers, Pender, Berminghan, Kenna, Guthrie; Guy, Coughlan ( 89e Sinnott), S Byrne, Mulcahy ( 89e Doyle); P Byrne ( 67e Williams),Faherty | Équipes | B Murphy; Heary, Powell, McGuinness, Shelley; A Murphy ( 71e Quigley), Keegan, Cronin, Brennan; Byrne ( 85e Cretaro), Greene ( 90e Madden) | Spectateurs : 3 896 | Spectateurs : 3 896 |